# میرونیچ
میرونیچ (به صربی: Mironić) یک منطقهٔ مسکونی در صربستان است که در Aerodrom واقع شده‌است. میرونیچ ۹۹ نفر جمعیت دارد.